# Liste des montagnes de l'Alberta

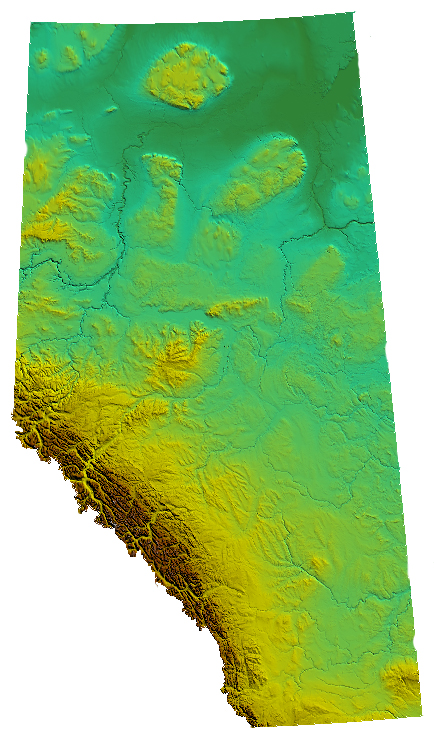
Relief de l'Alberta.

La plupart des montagnes de l'Alberta sont situées dans la partie sud-ouest de la province d'Alberta sur le versant oriental des Rocheuses canadiennes. D'autres points hauts se trouvent dans les monts Caribou et la montagne de Cyprès.
Nombre de pics des Rocheuses canadiennes dépassent les 3 000 mètres d'altitude. La frontière sud-ouest de l'Alberta suit la ligne de partage des eaux continentale, le long des hautes chaînes des montagnes Rocheuses, et de nombreux pics sont situés sur la frontière Alberta-Colombie-Britannique.
Les monts Caribou sont situés à l'extrémité nord de l'Alberta, formant un plateau élevé dans les plaines et zones humides du nord. Elles atteignent une altitude de 1 030 m, soit près de 700 m au-dessus de la région environnante.
Bien qu'elle ne soit pas considérée comme un relief montagneux, la montagne de Cyprès, située au sud-est de l'Alberta, sur la frontière de la Saskatchewan, constitue le point culminant entre les montagnes Rocheuses et la province du Labrador. Elle a une altitude maximale de 1 468 m, soit 600 m au-dessus des prairies canadiennes.

## Liste de montagnes

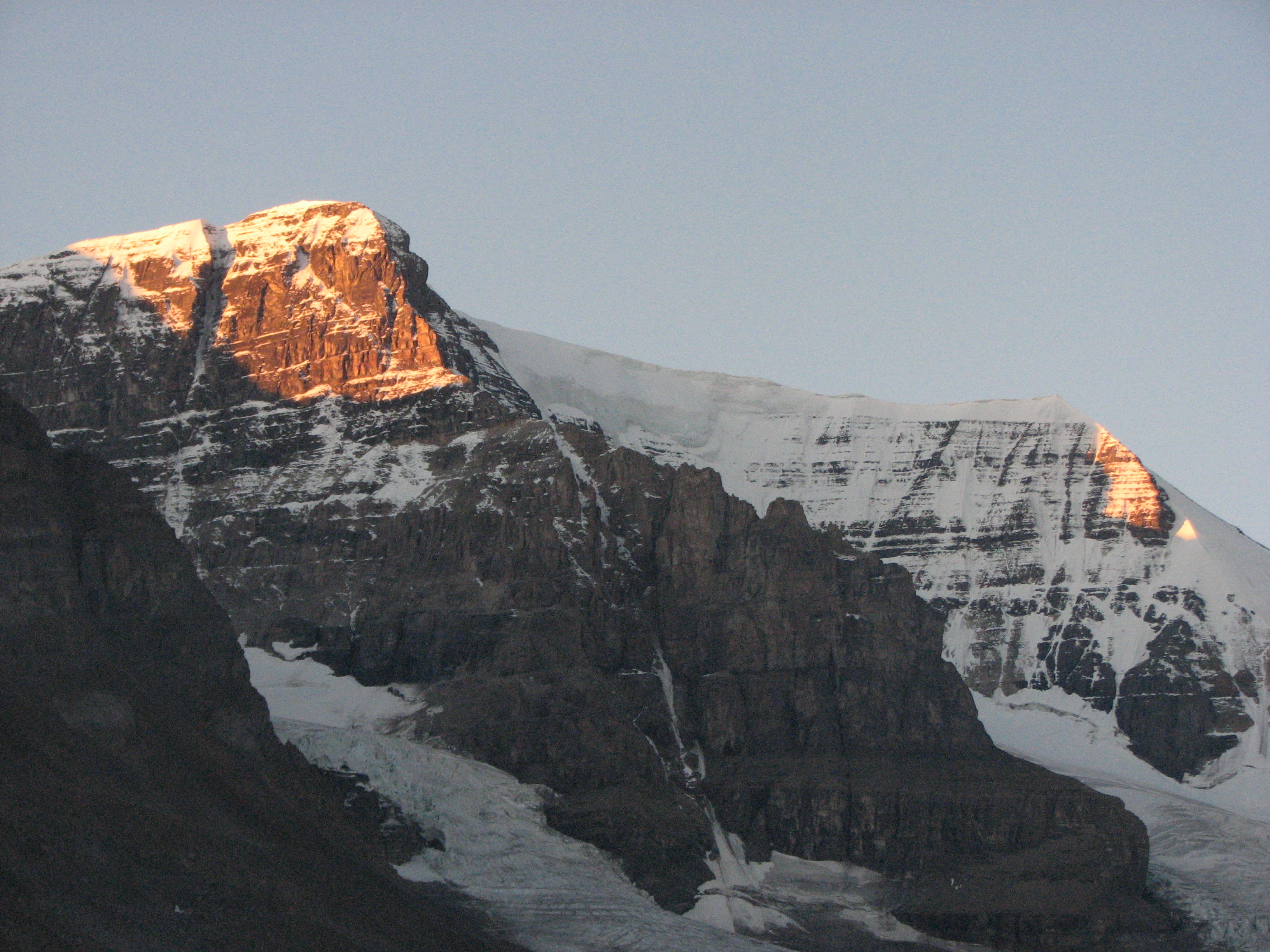
Mont Andromeda

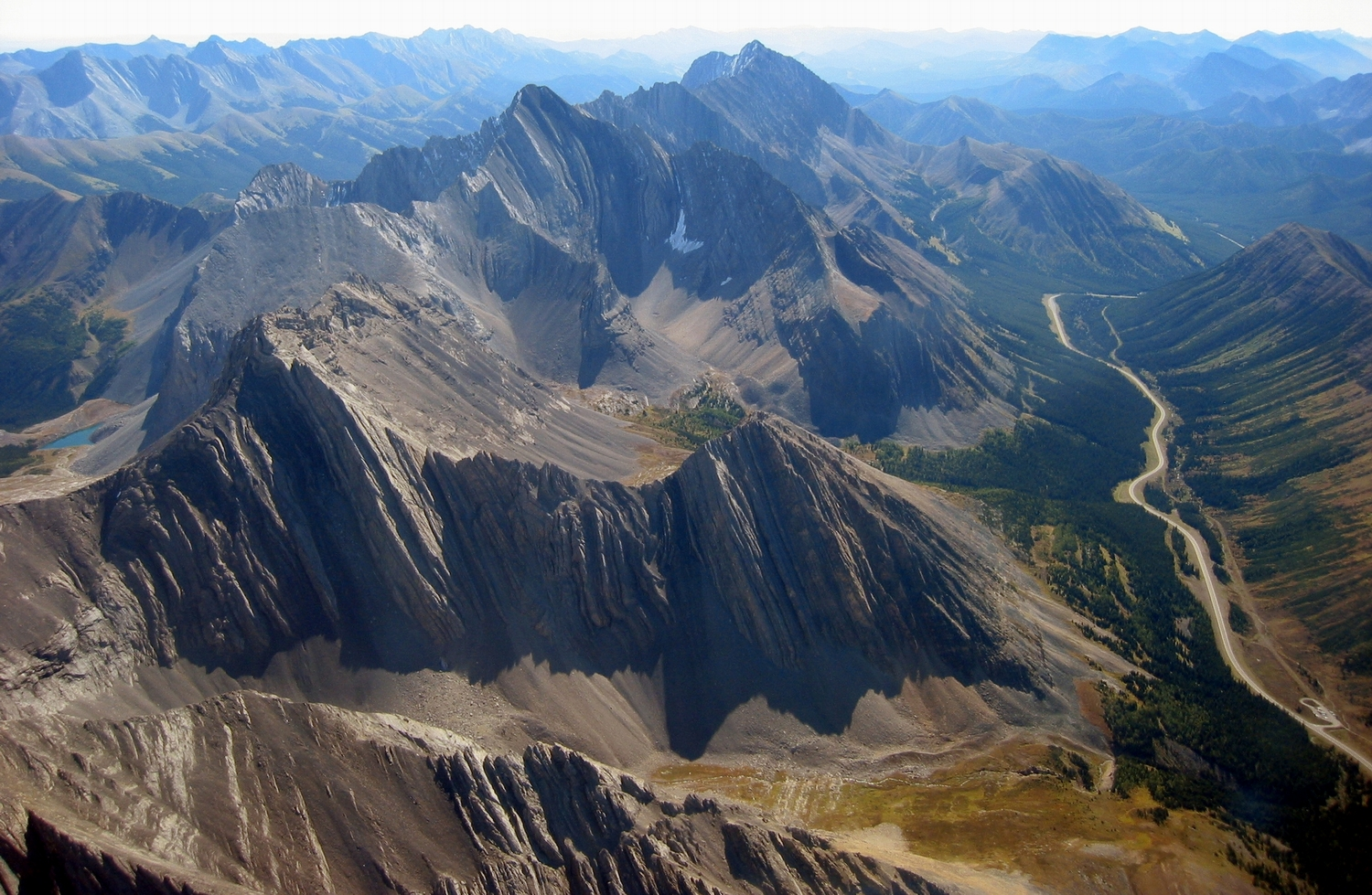
Mont Arethusa

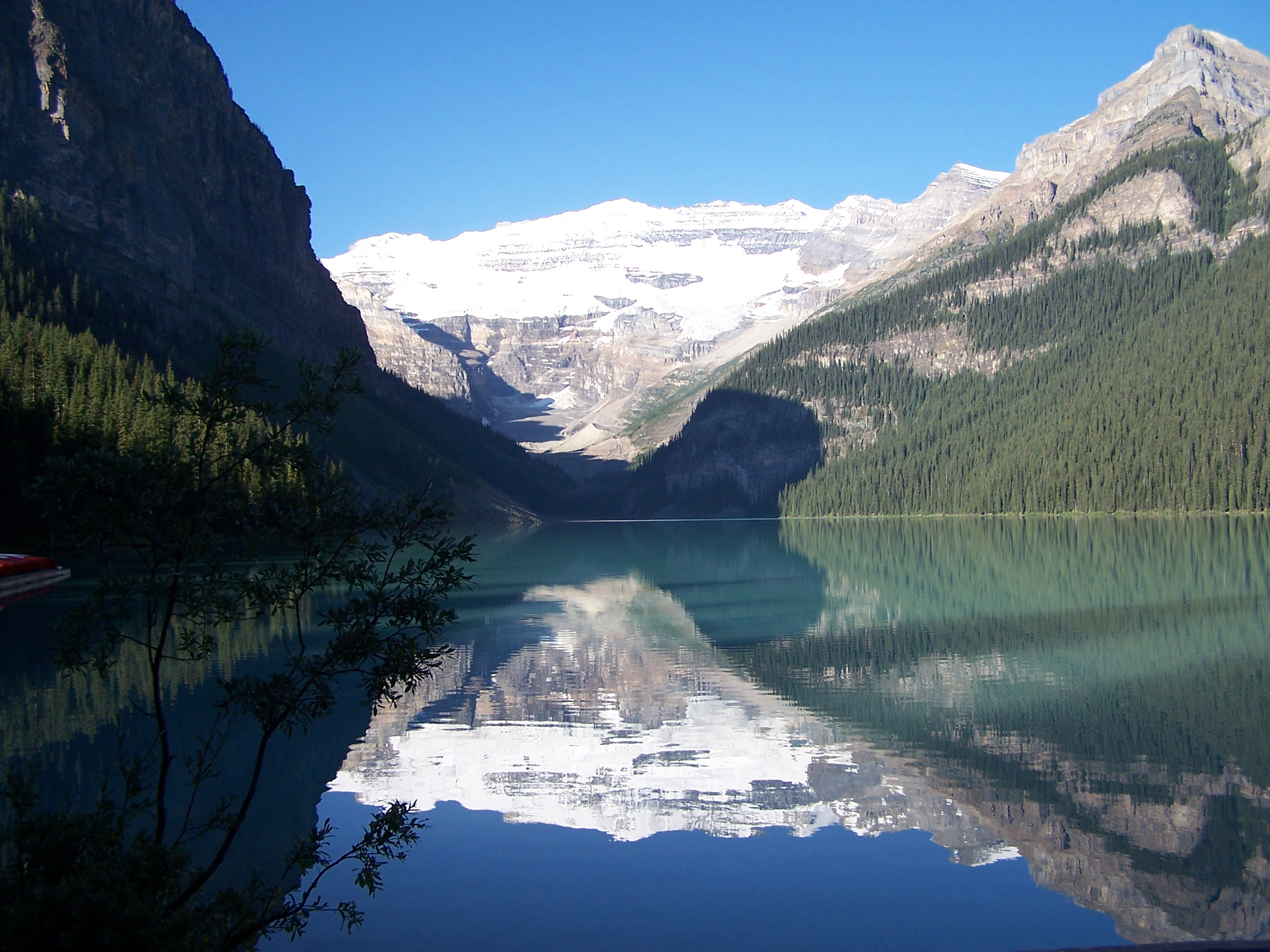
Vue depuis Lake Louise avec le chaînon Bow

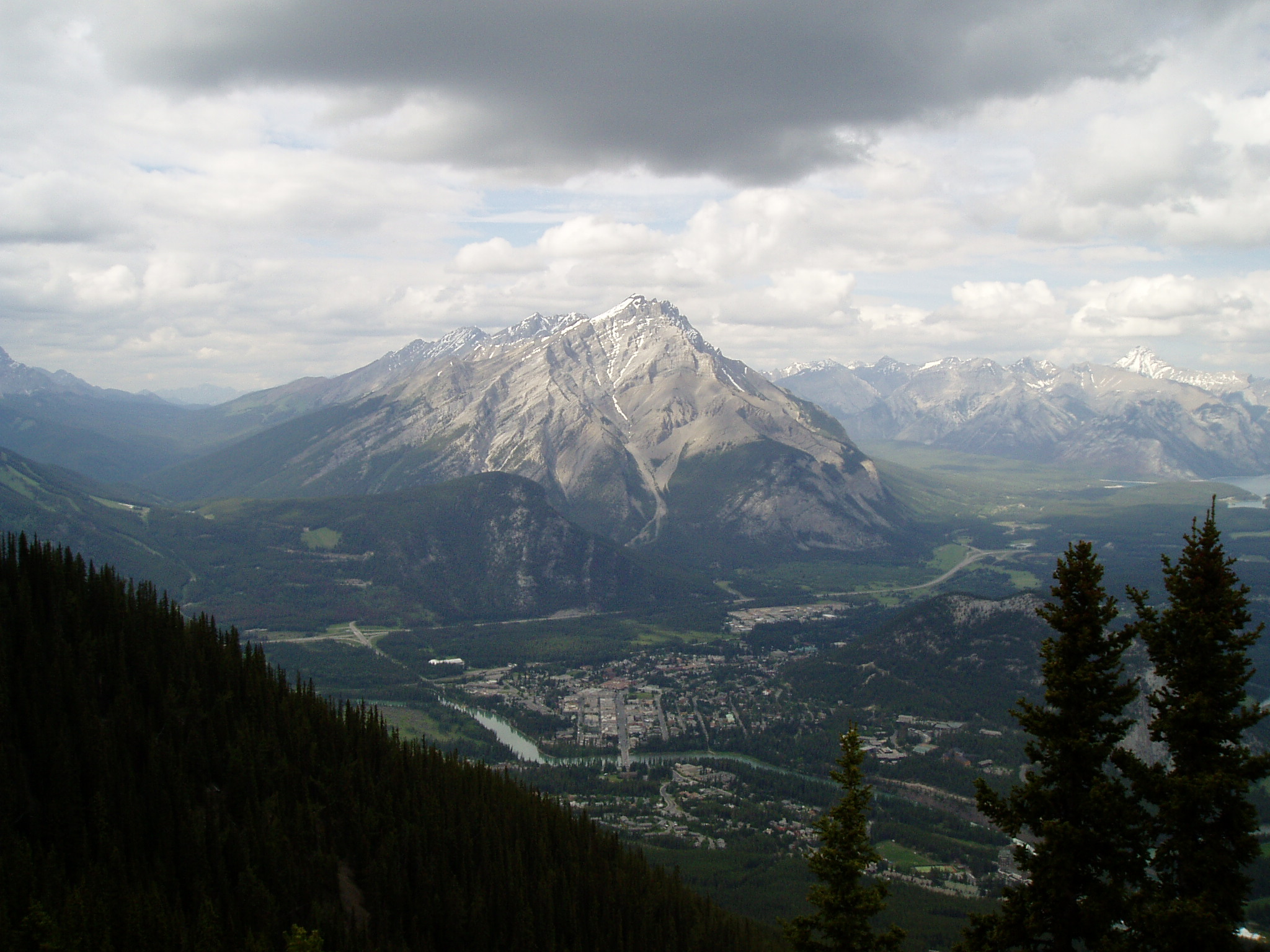
Cascade Mountain

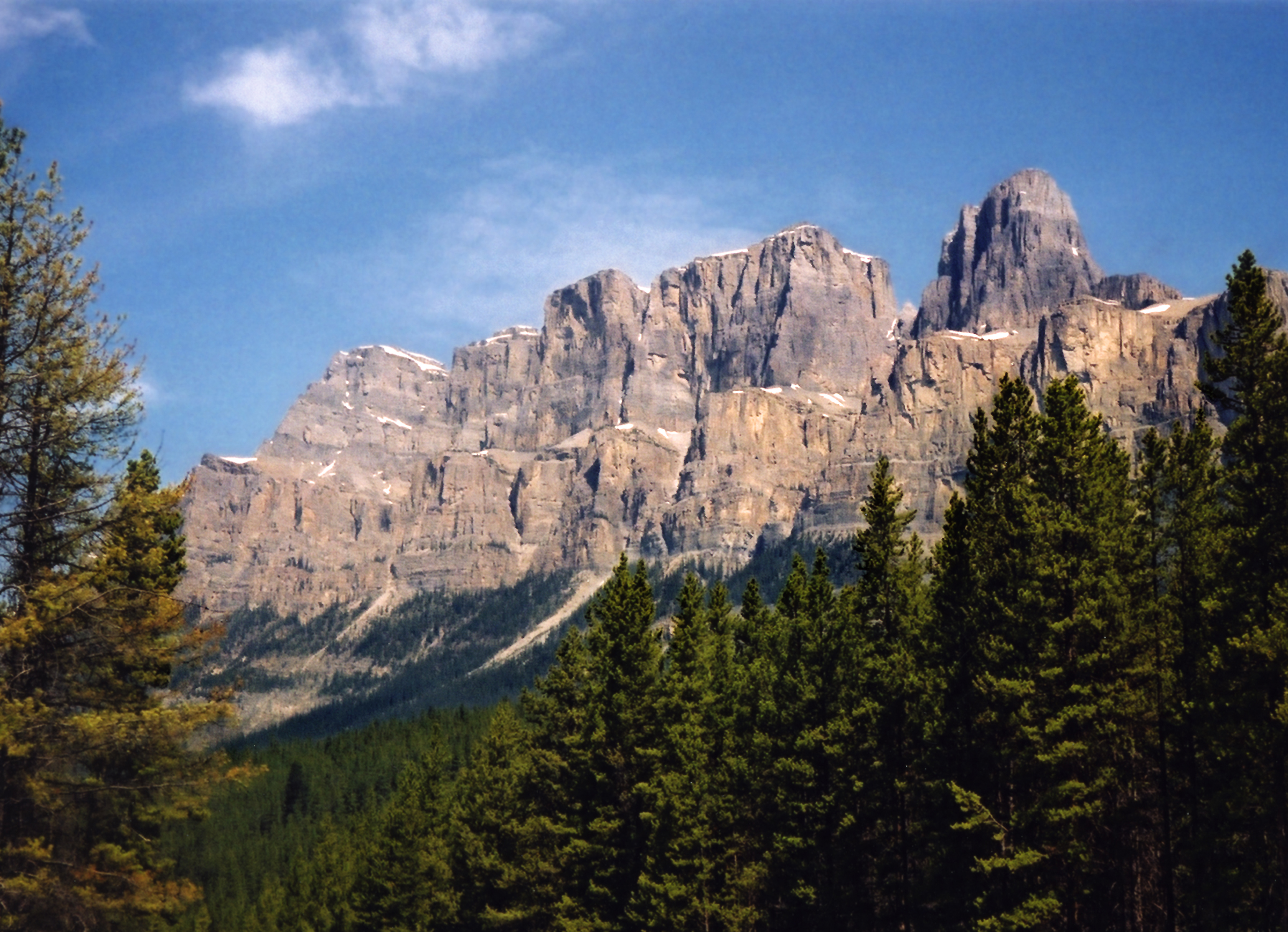
Castle Mountain

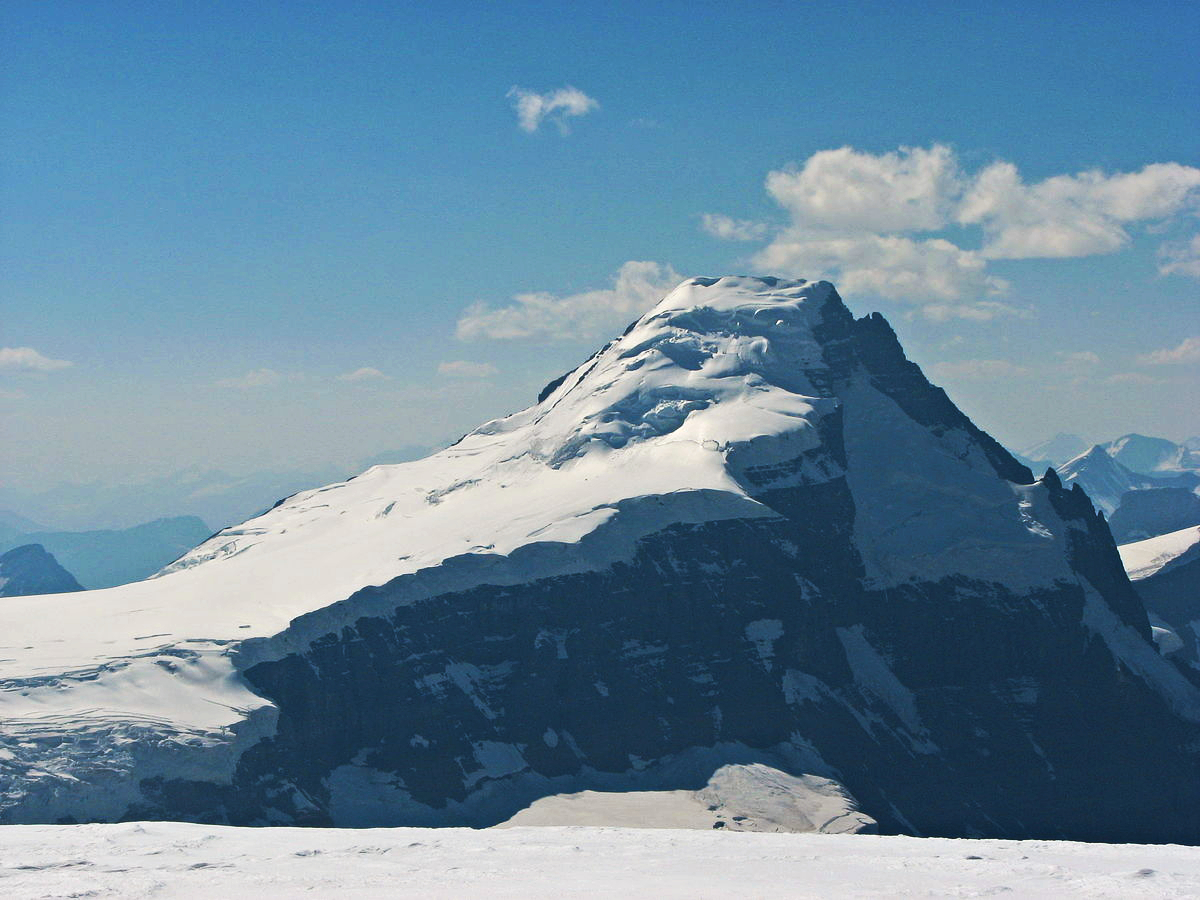
Mont Columbia

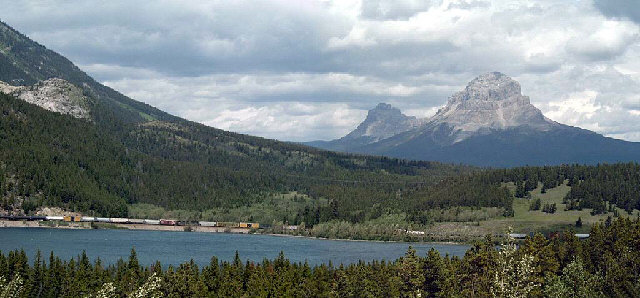
Crowsnest Mountain

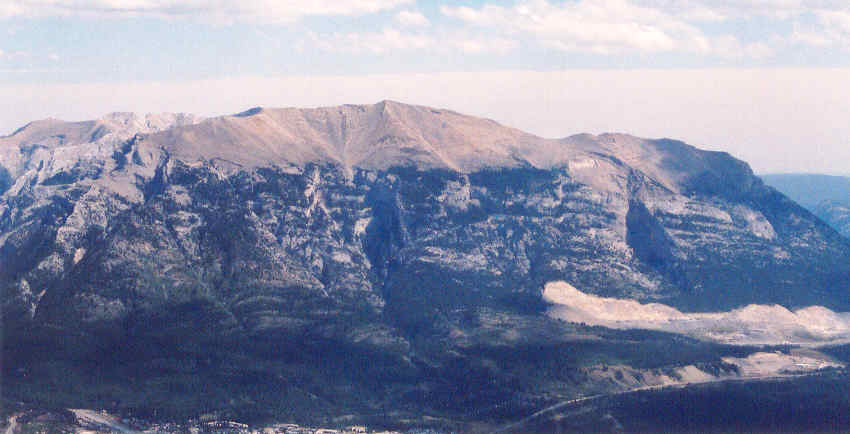
Grotto Mountain

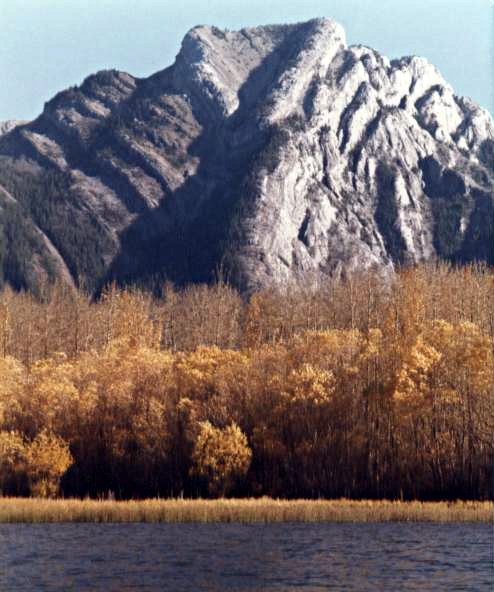
Heart Mountain

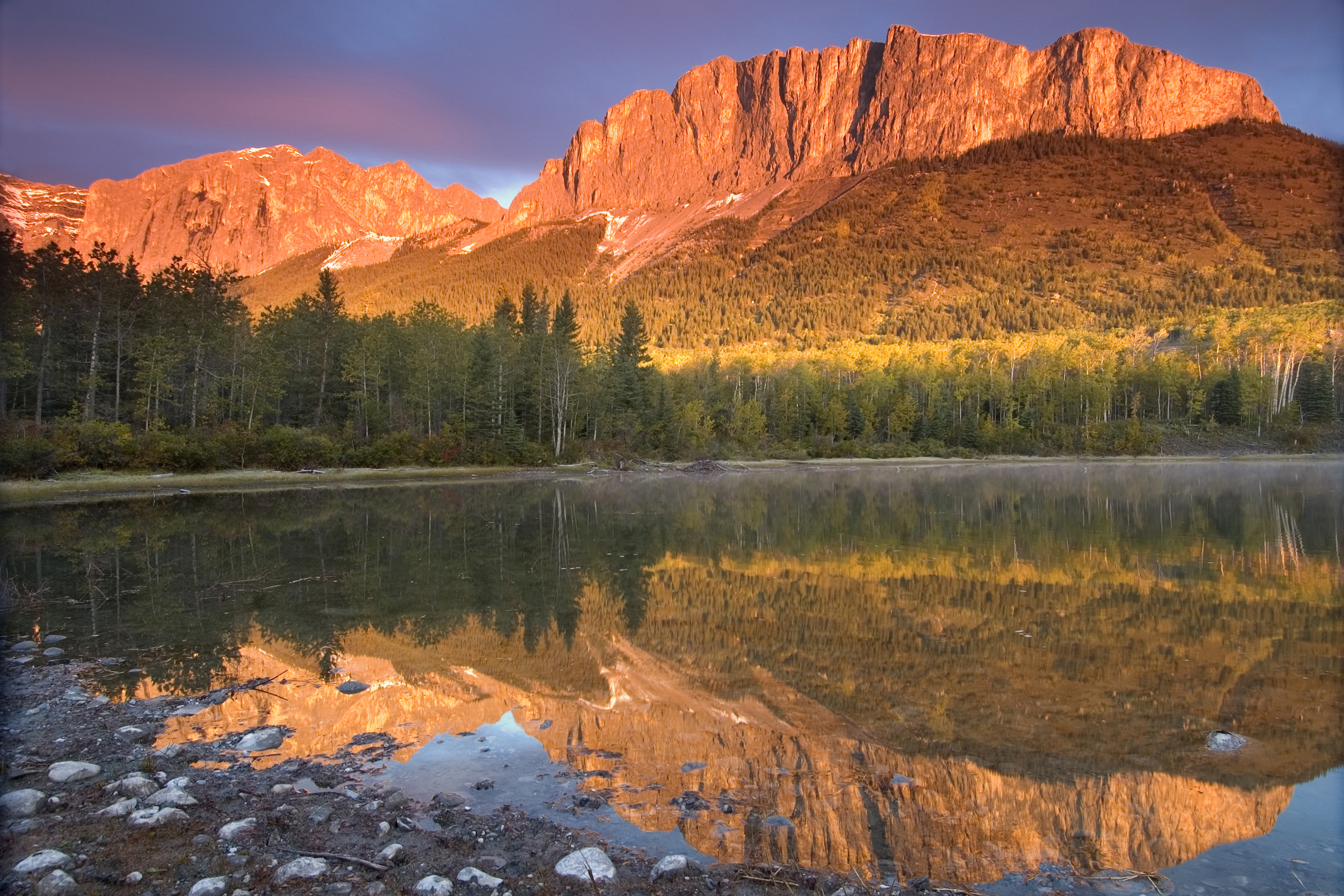
Mont John Laurie (Yamnuska)

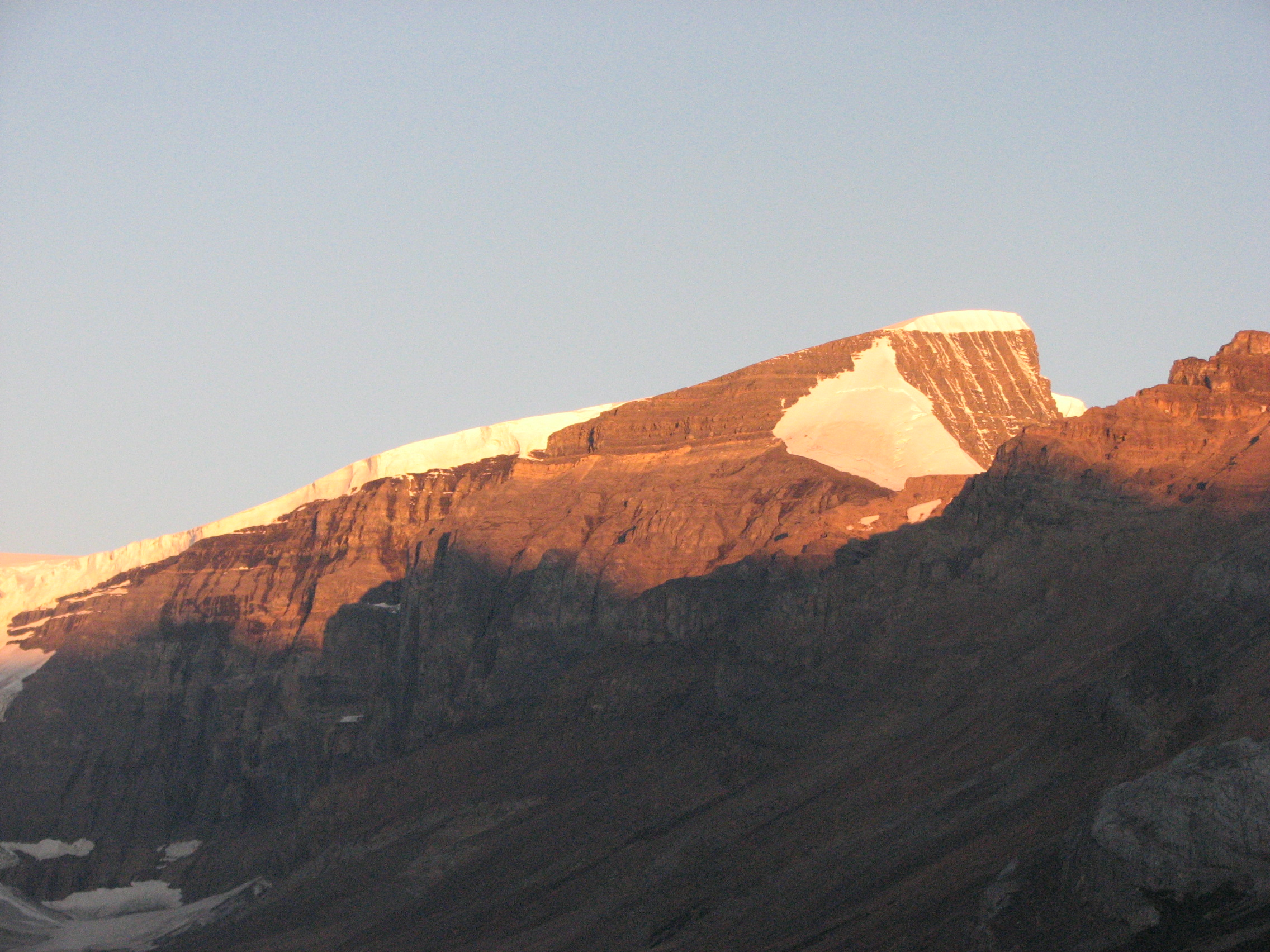
Mont Kitchener

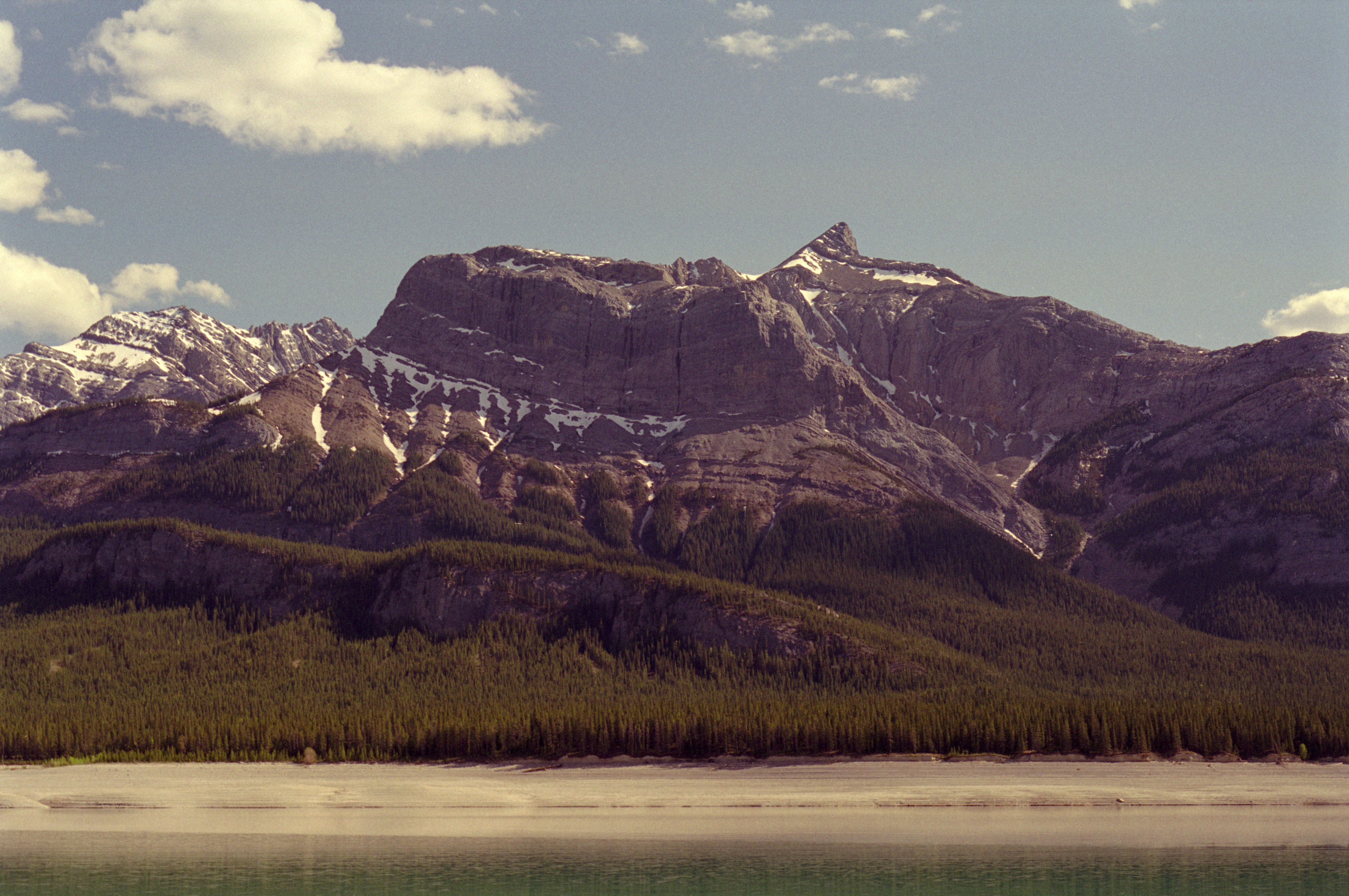
Mont Michener

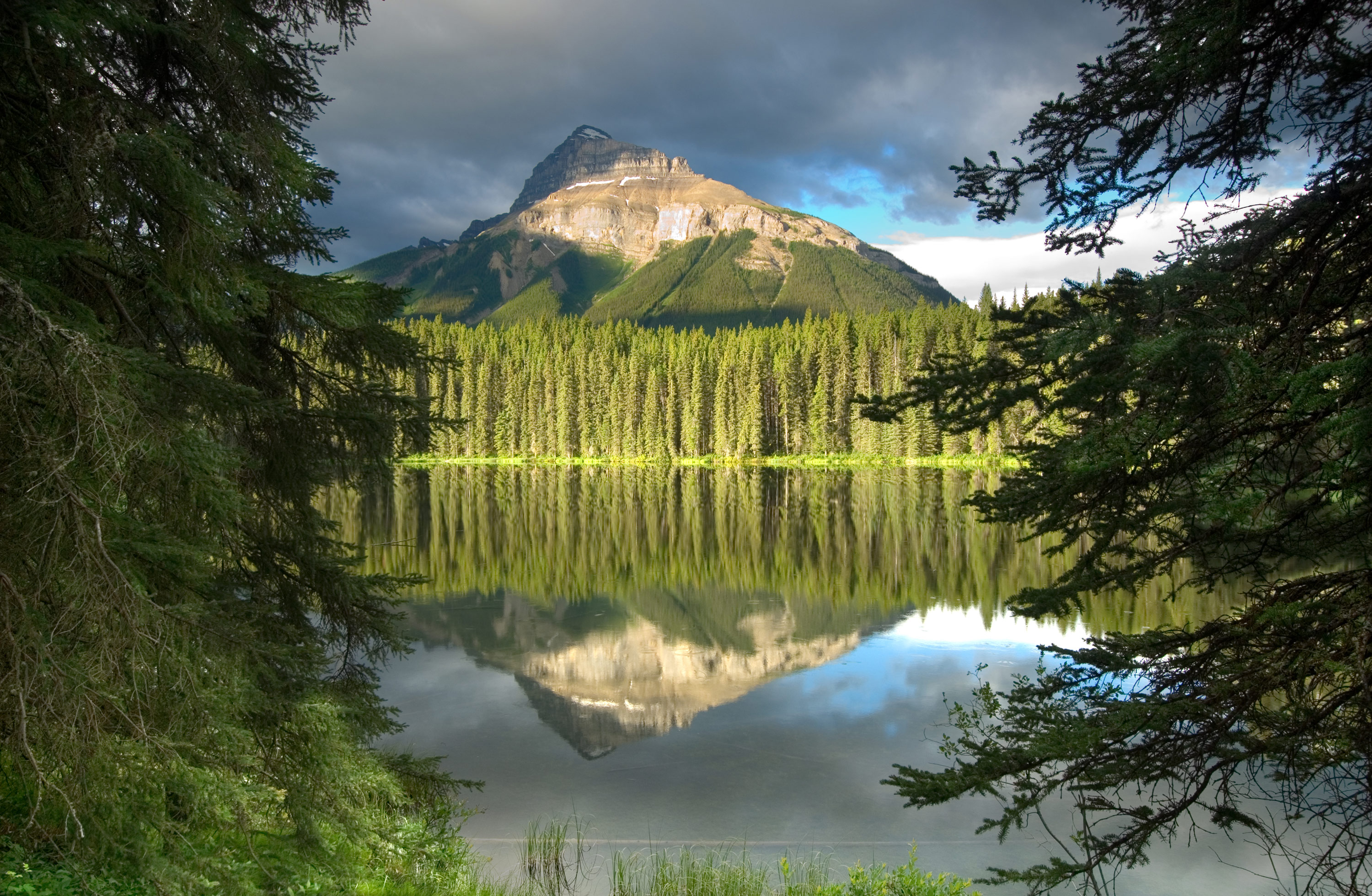
Pilot Mountain

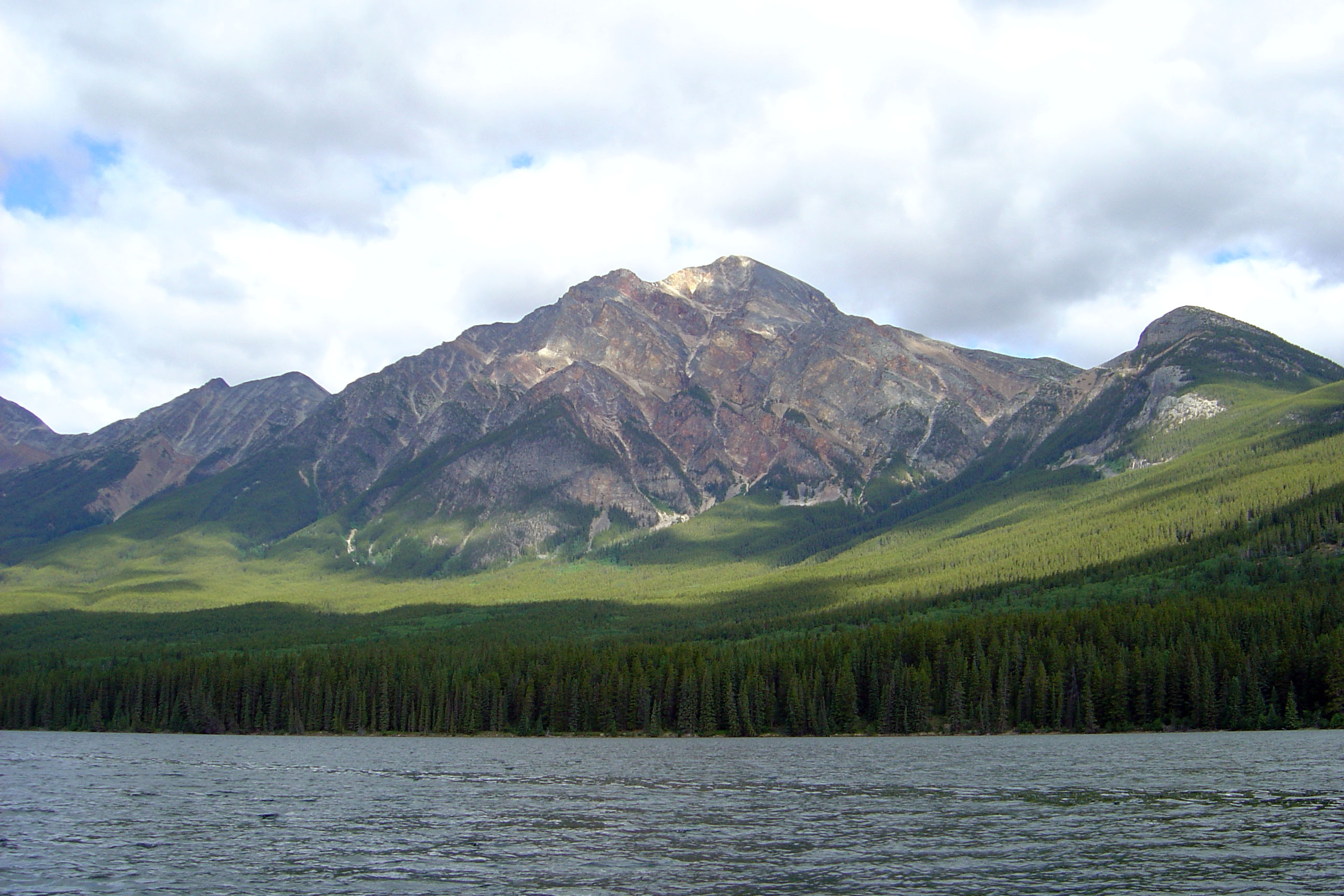
Pyramid Mountain

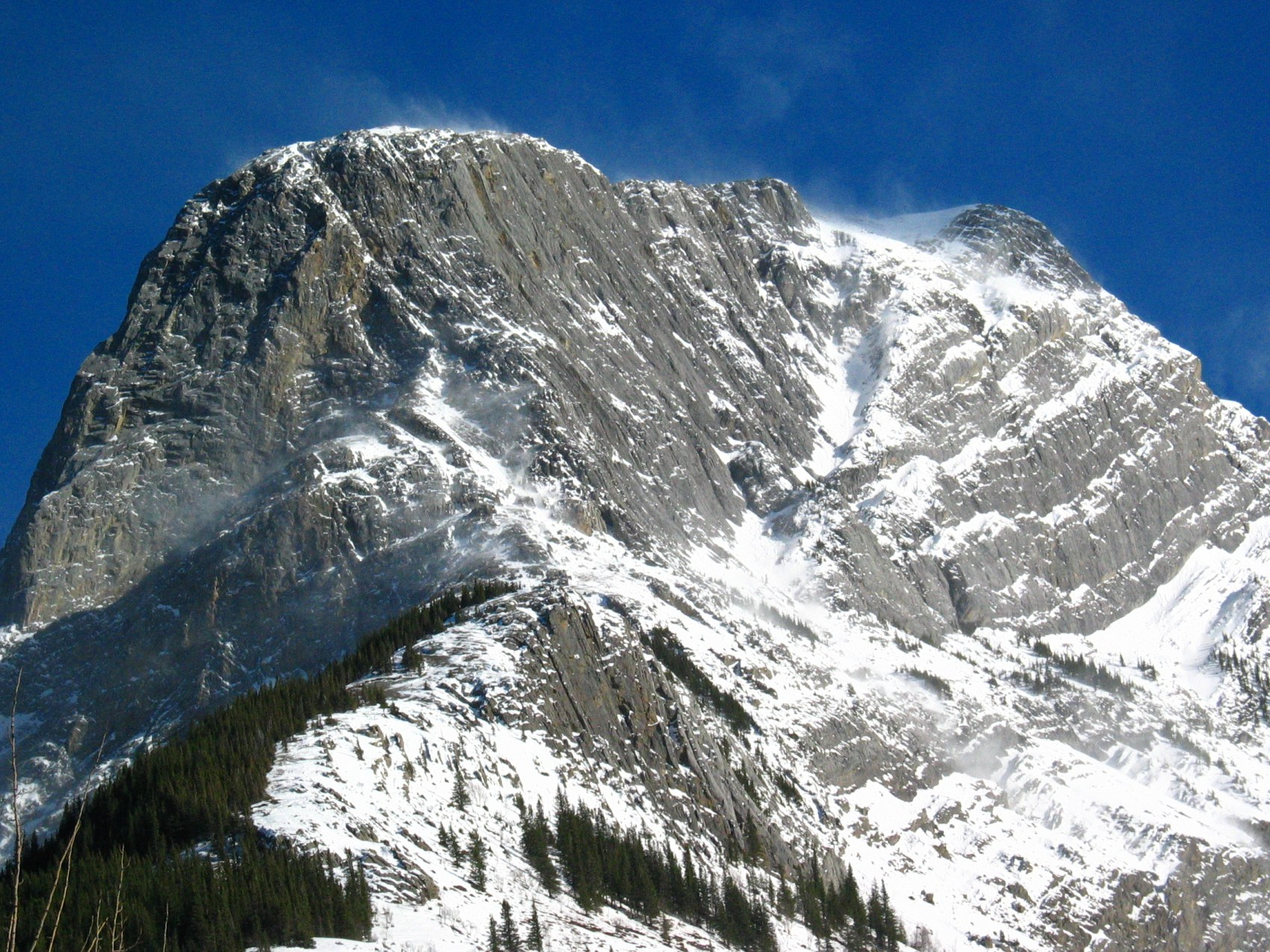
Roche à Perdrix

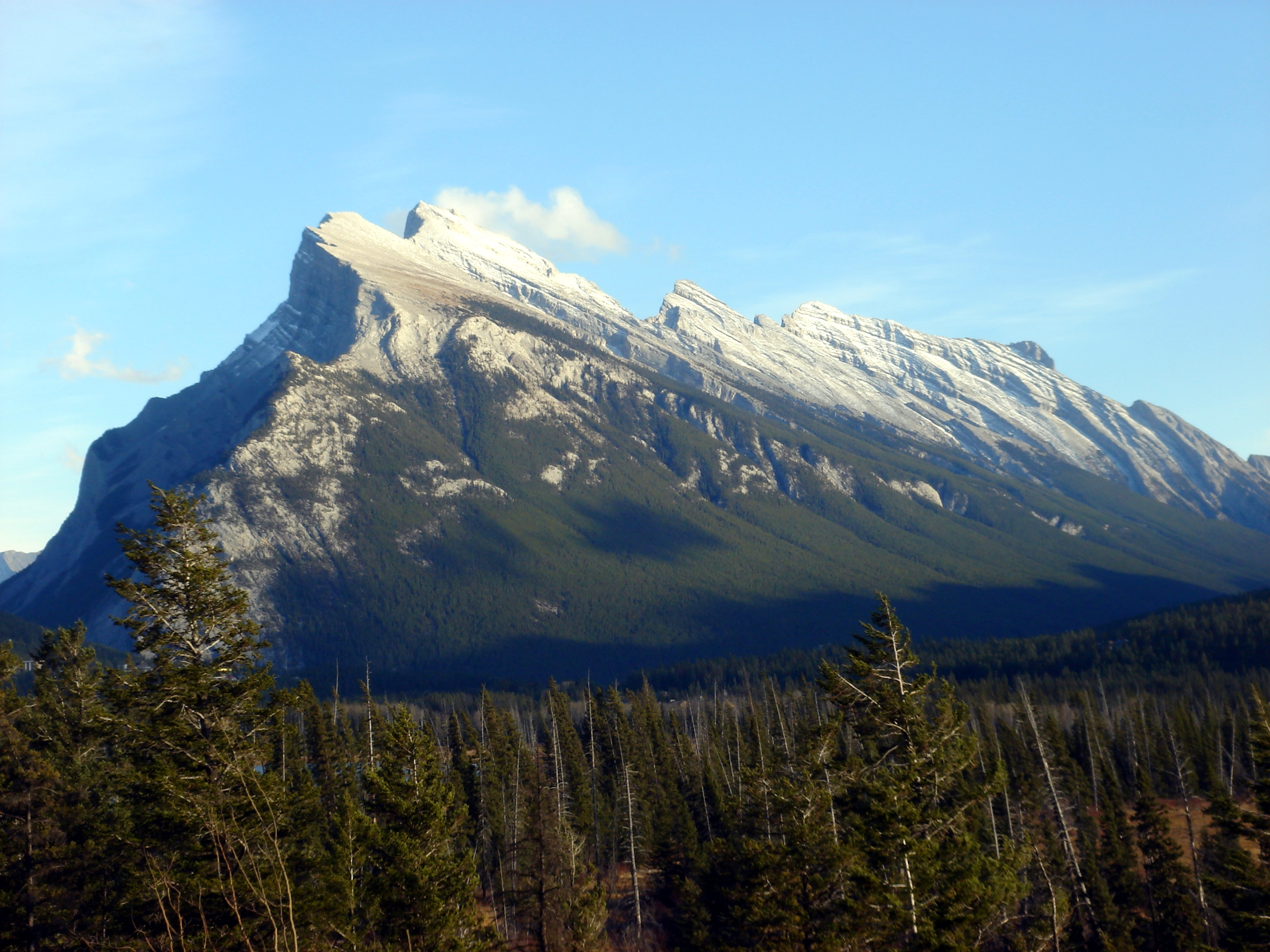
Mont Rundle

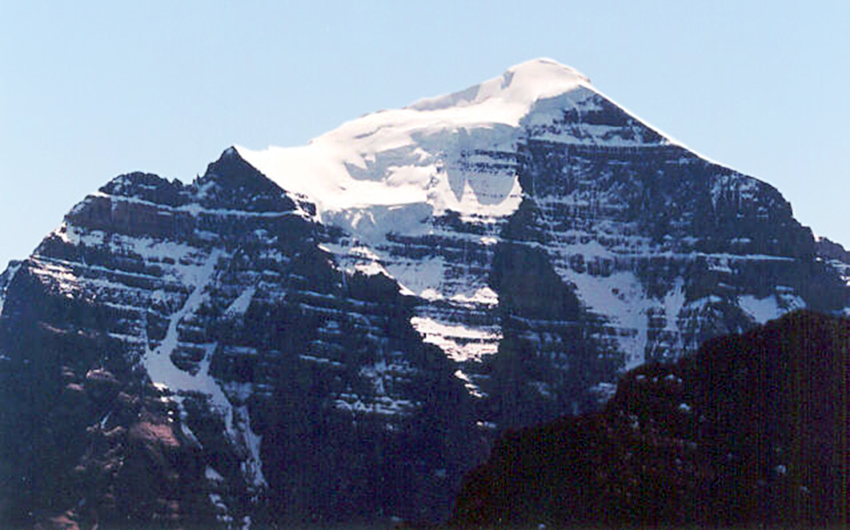
Mont Temple

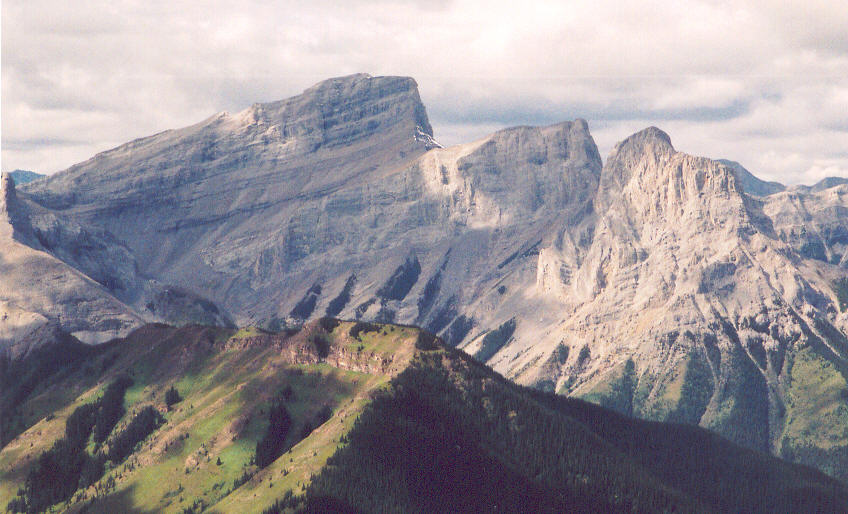
Three Sisters

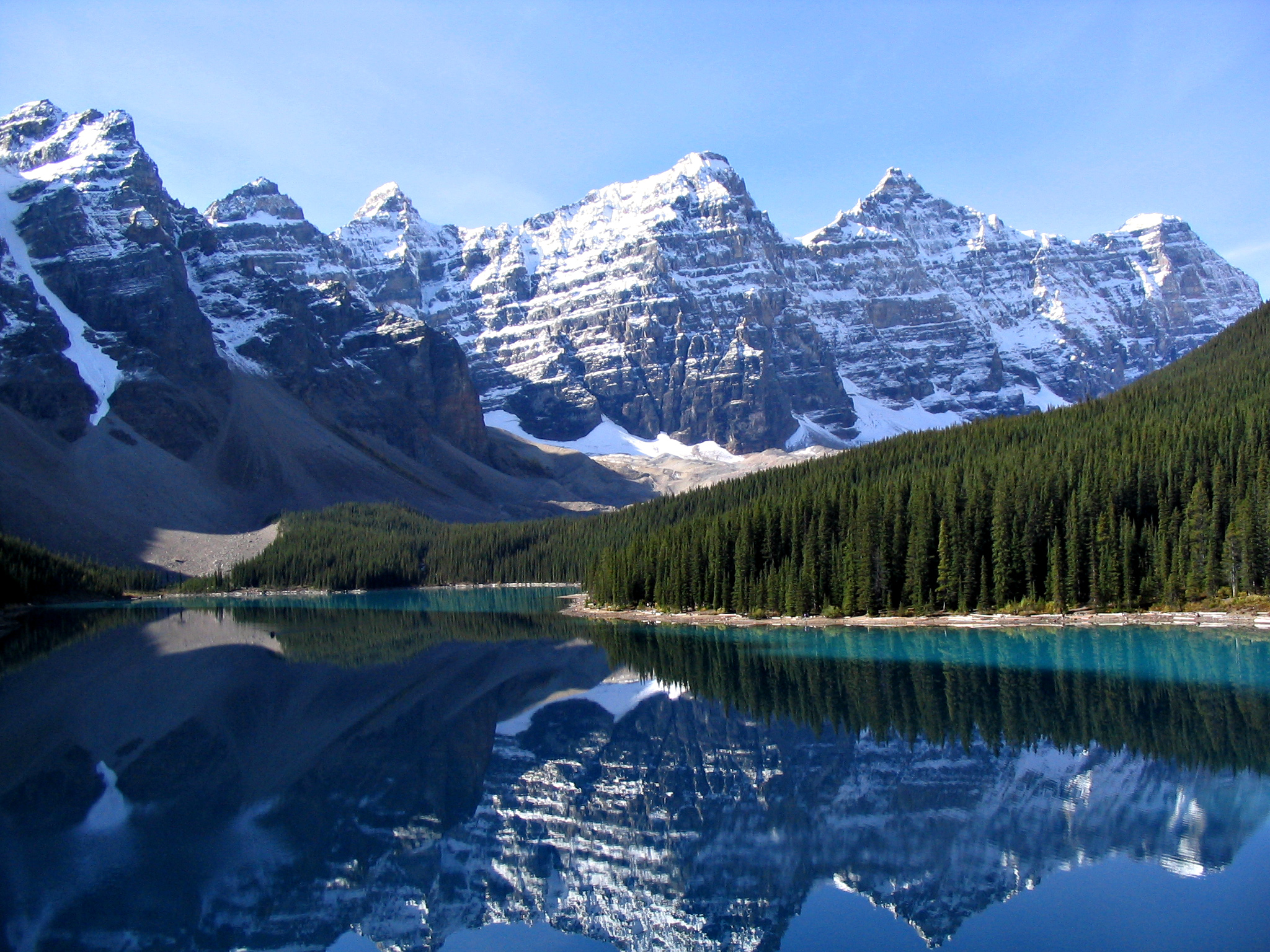
Vallée des Dix Pics

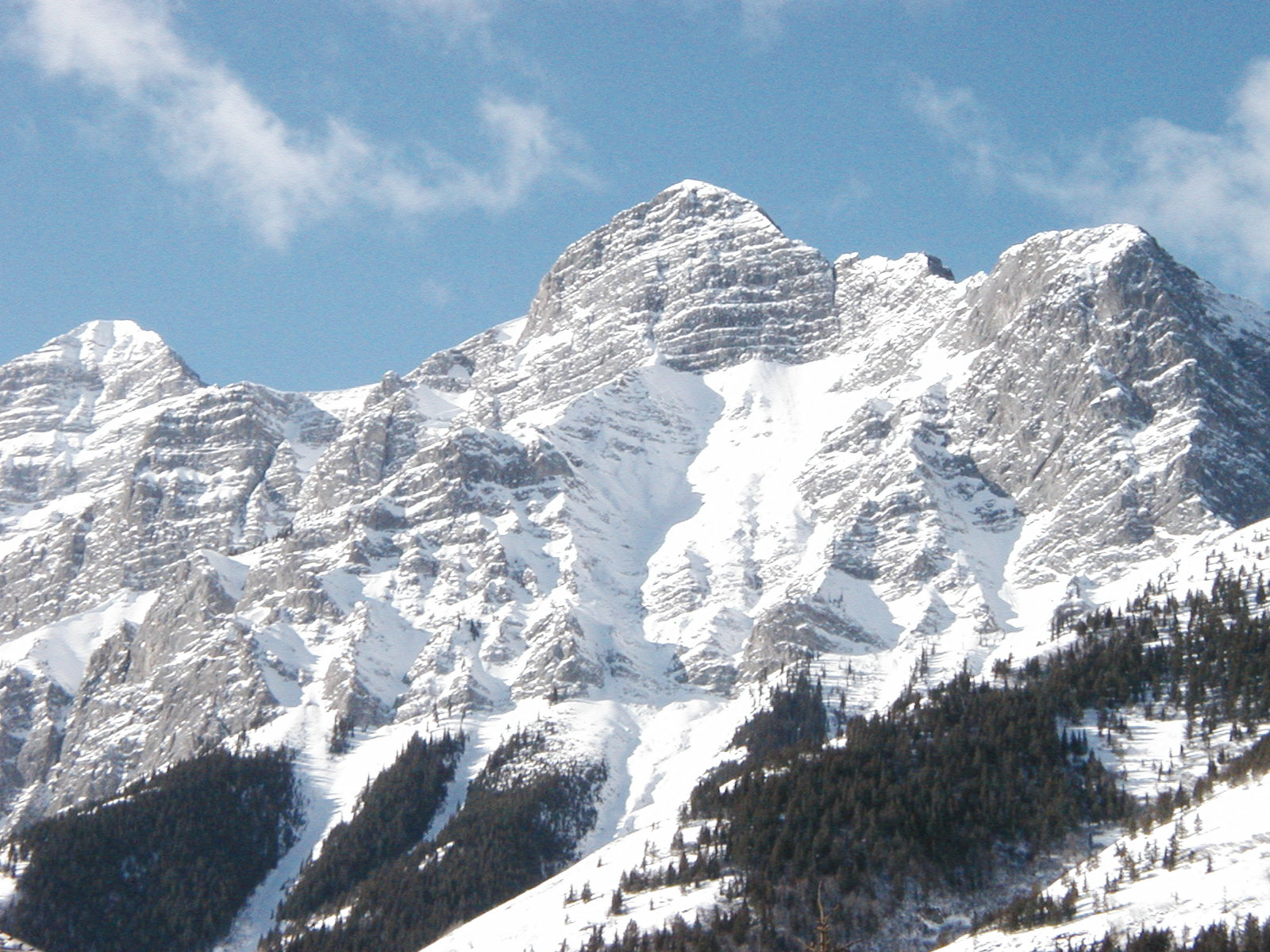
Chaînon Kananaskis

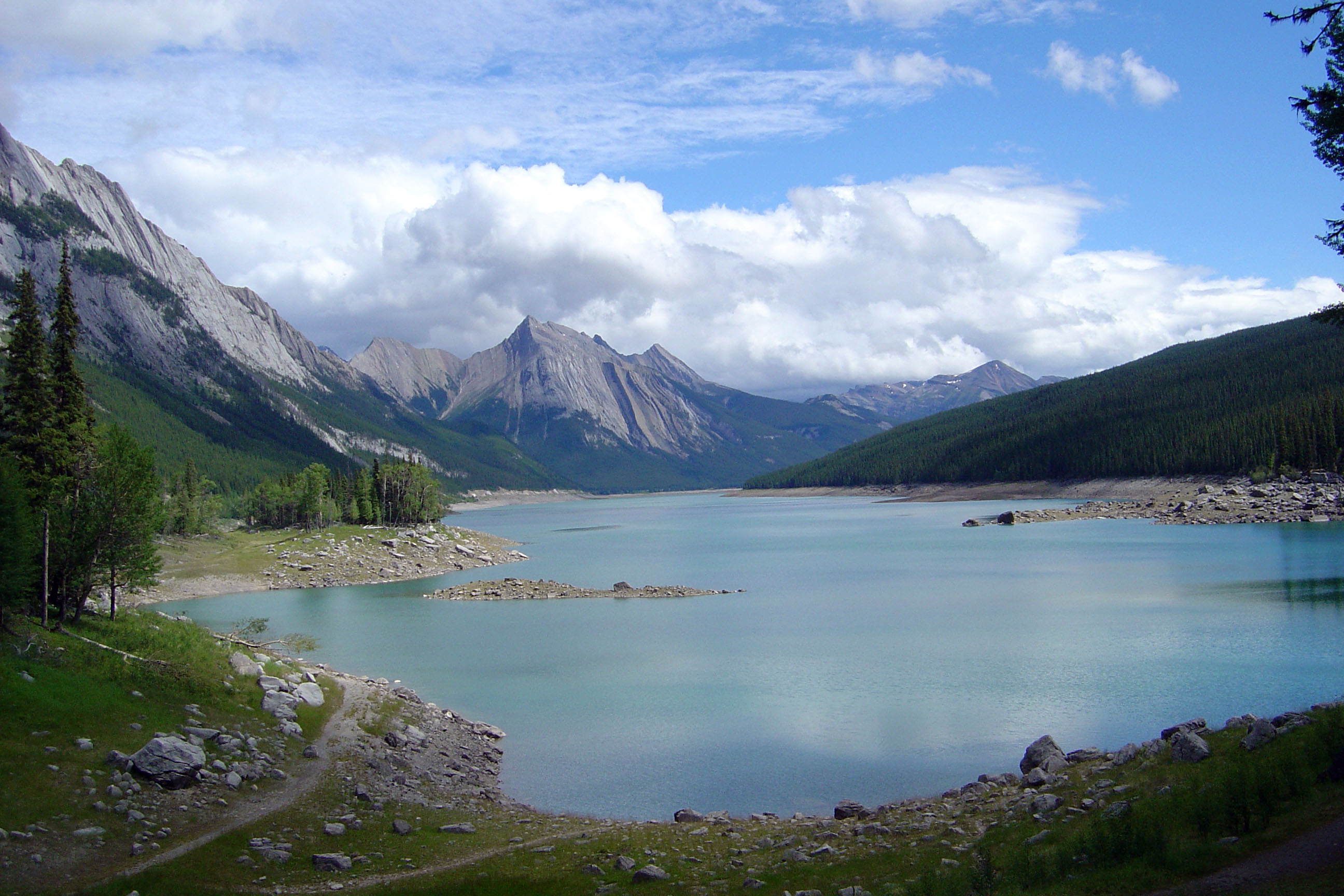
Vue depuis Medicine Lake

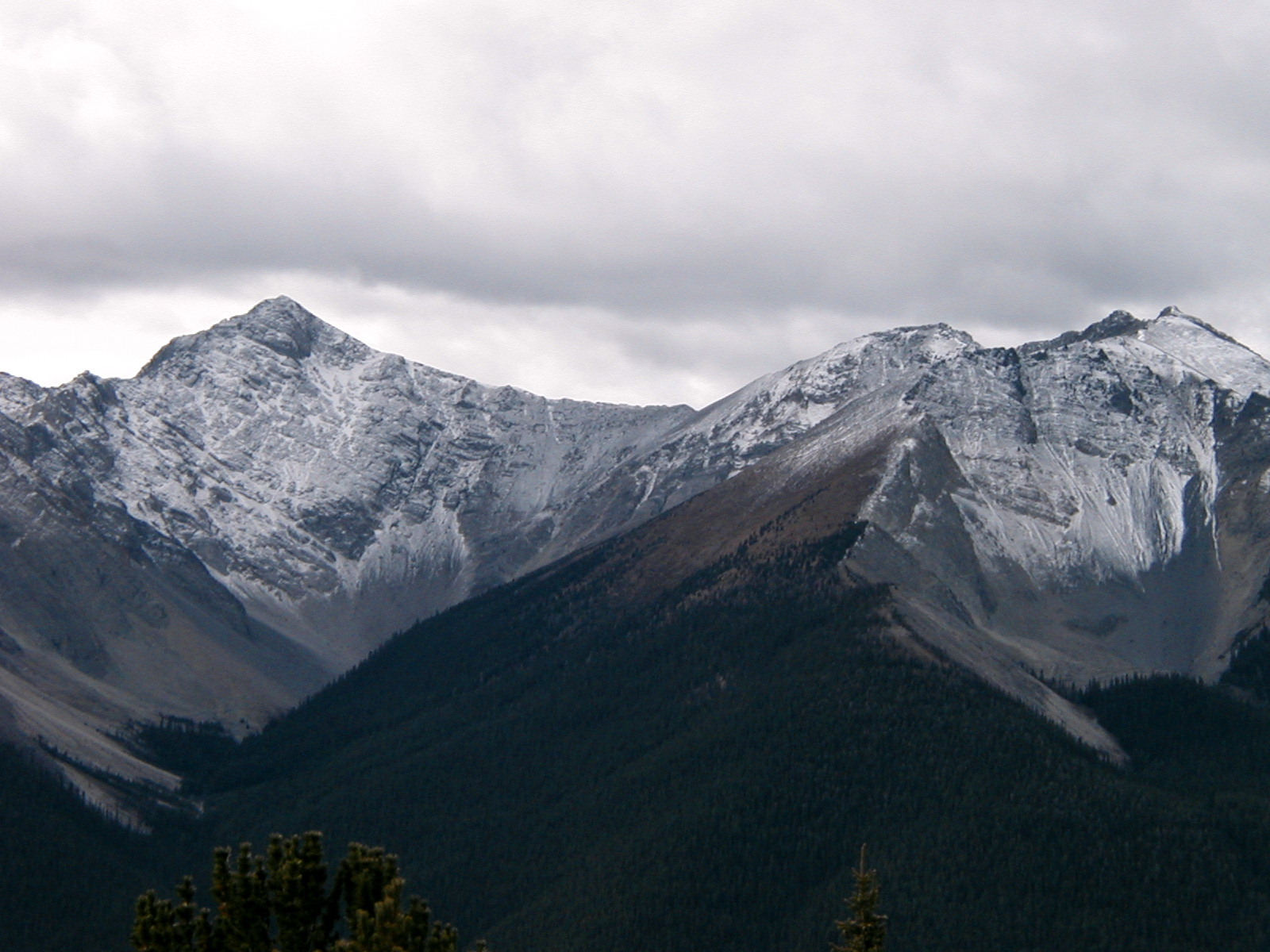
Vue depuis le mont Sulphur

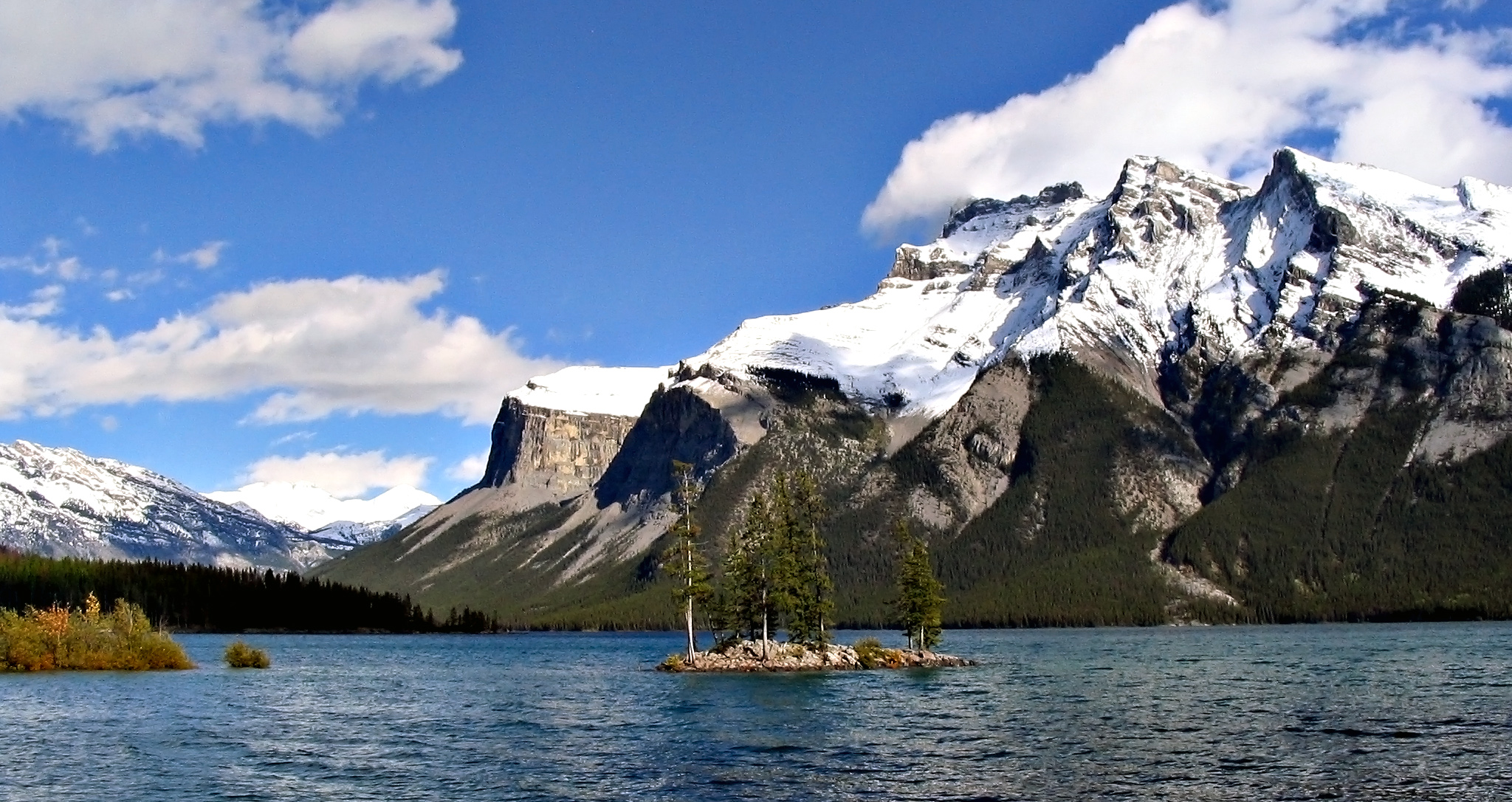
Vue depuis le lac Minnewanka

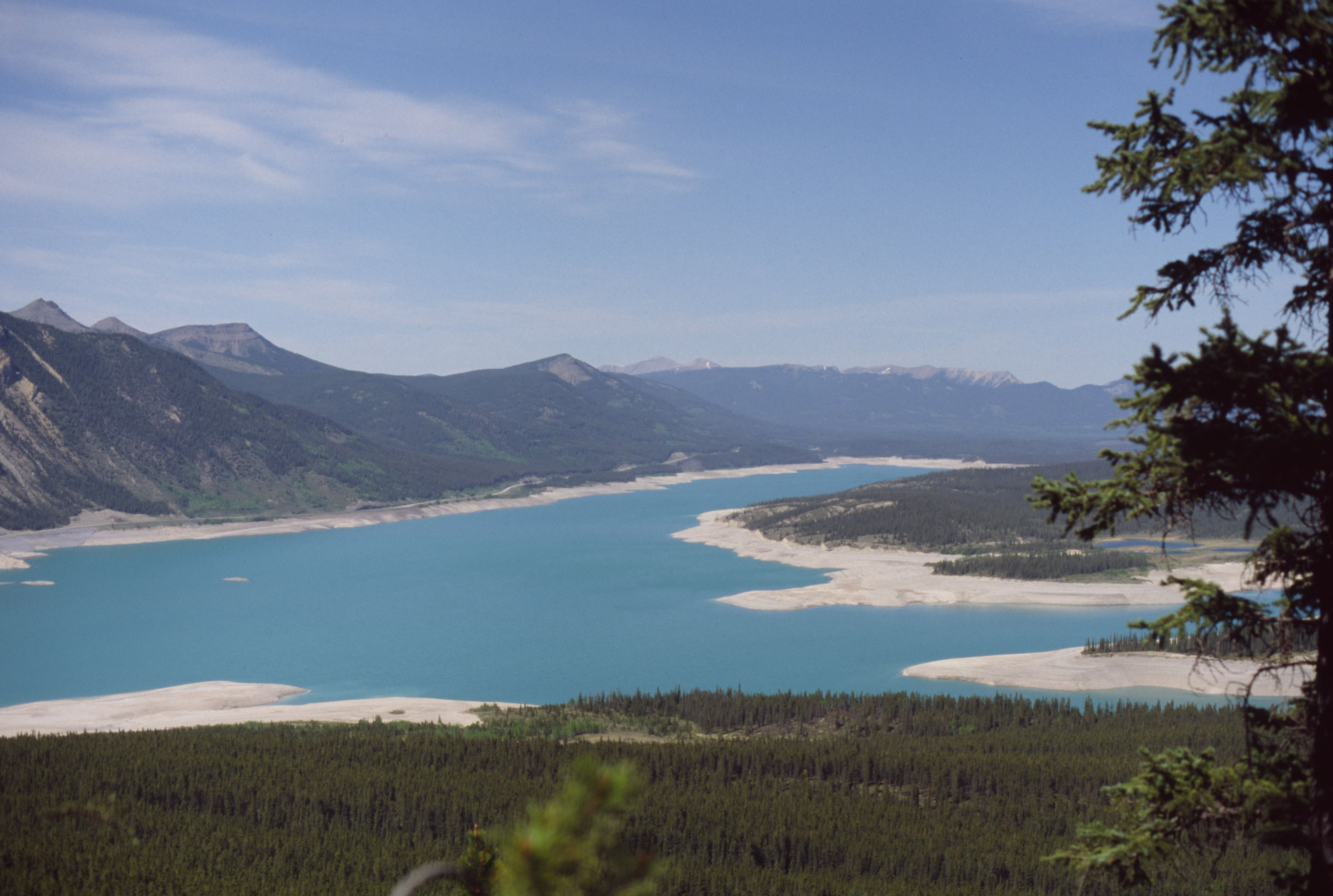
Vue depuis le lac Abraham

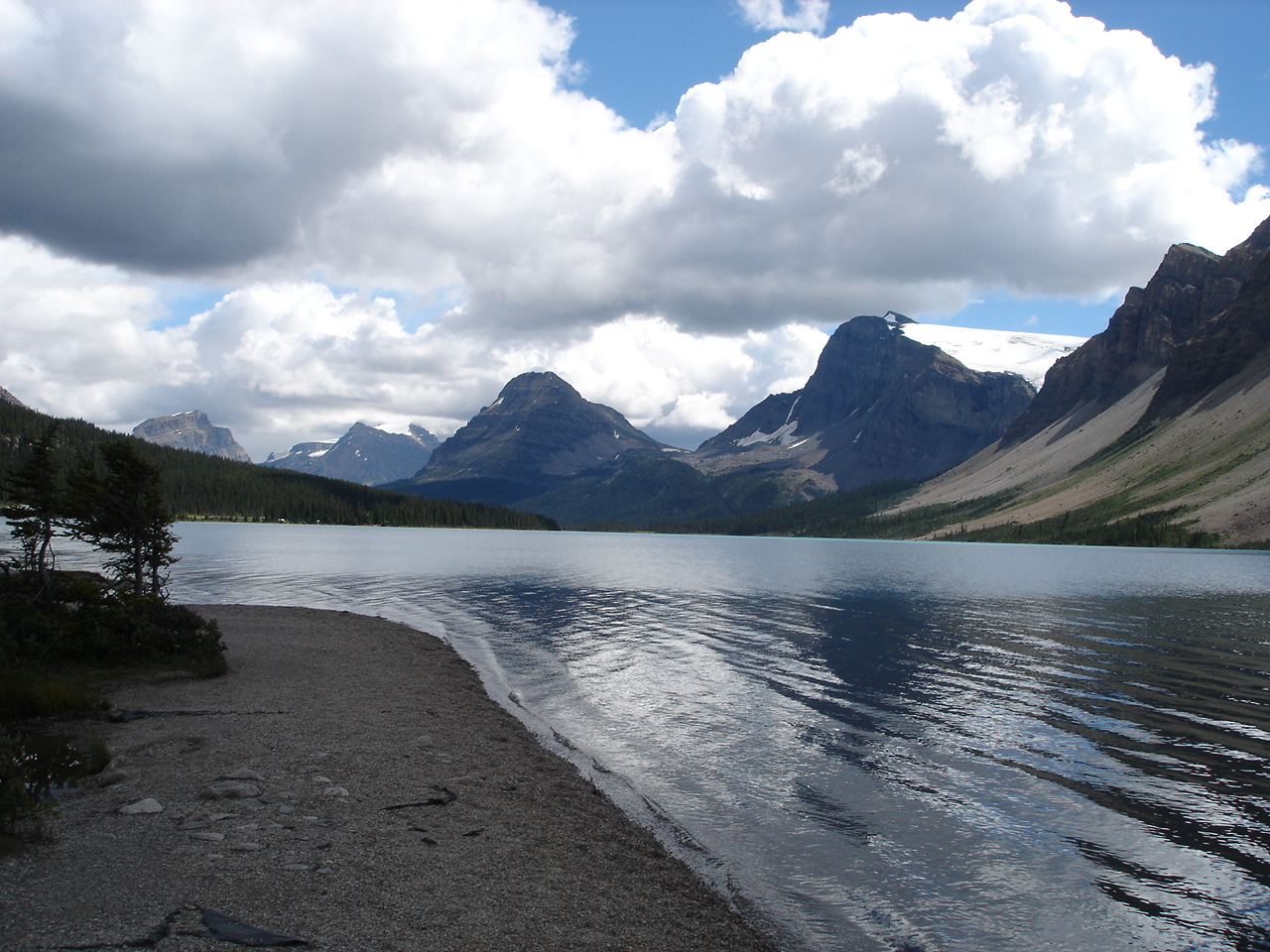
Vue depuis le lac Bow

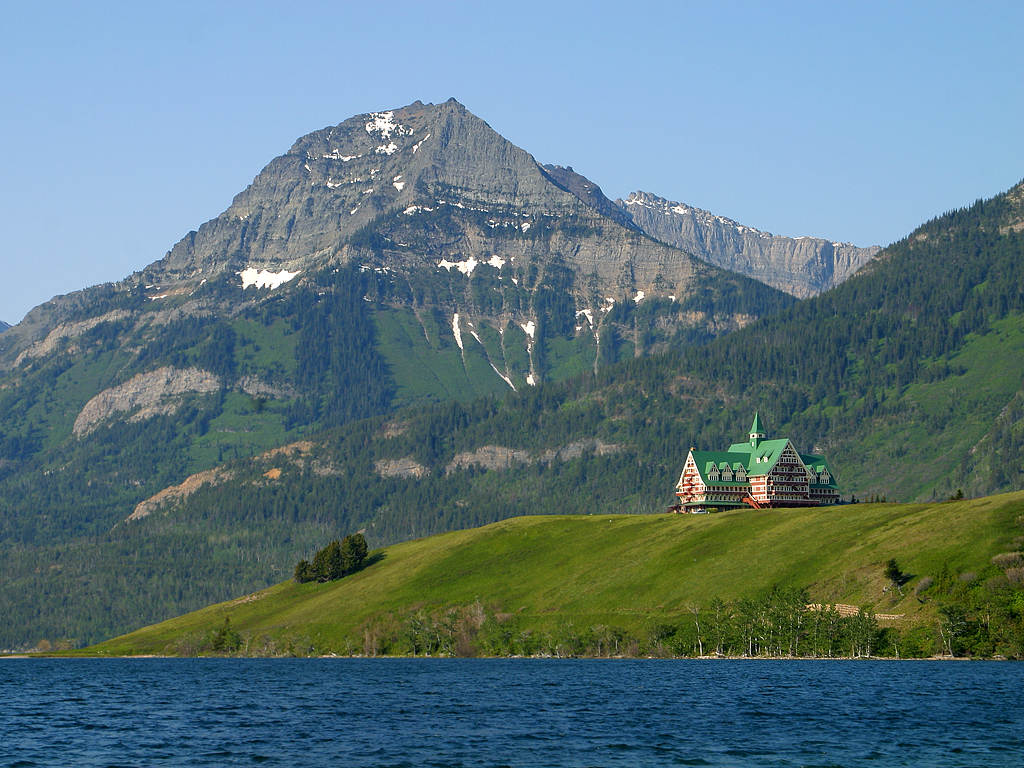
Vue depuis le lac Waterton Supérieur

- Haut – A
- B
- C
- D
- E
- F
- G
- H
- I
- J
- K
- L
- M
- N
- O
- P
- Q
- R
- S
- T
- U
- V
- W
- X
- Y
- Z

| Pic                   | Chaîne                        | Altitude (m) | Altitude (pi) | Remarques                                          |
| --------------------- | ----------------------------- | ------------ | ------------- | -------------------------------------------------- |
| Adam Joachim          | Chaînon Winston Churchill     | 3094         | 10150         |                                                    |
| Alberta               | Chaînon Winston Churchill     | 3619         | 11874         |                                                    |
| Allen                 | Chaînon Sundance              | 3310         | 10860         | Situé dans la vallée des Dix Pics                  |
| Andromeda             | Champ de glace Columbia       | 3450         | 11319         |                                                    |
| Anthozoan             | Chaînon Slate                 | 2695         | 8842          |                                                    |
| Apparition            | Chaînon Palliser              | 3002         | 9850          |                                                    |
| Arethusa              | Chaînon Misty                 | 2912         | 9554          |                                                    |
| Assiniboine           | Assiniboine Group             | 3616         | 11864         | Sur la ligne de partage des eaux                   |
| Astley                | Chaînon Palliser              | 2869         | 9413          |                                                    |
| Athabasca             | Champ de glace Columbia       | 3491         | 11454         |                                                    |
| Aurora                | Chaînon Blue                  | 2789         | 9151          |                                                    |
| Aylmer                | Chaînon Palliser              | 3162         | 10374         |                                                    |
| Babel                 | Chaînon Bow                   | 3101         | 10174         |                                                    |
| Baker                 | Monts Waputik                 | 3180         | 10433         | Sur la ligne de partage des eaux                   |
| Baldy                 | Chaînon Fisher                | 2192         | 7192          |                                                    |
| Ball                  | Chaînon Ball                  | 3311         | 10863         | Sur la ligne de partage des eaux                   |
| Balfour               | Monts Waputik                 | 3284         | 10772         |                                                    |
| Beatrice              | Chaînon Ball                  | 3125         | 10253         | Sur la ligne de partage des eaux                   |
| Beaupré               | Chaînons Victoria Cross       | 2778         | 9115          |                                                    |
| Beehive (High Rock)   | Chaînon High Rock             | 2895         | 9498          | Sur la ligne de partage des eaux                   |
| Beehive (Lake Louise) | Chaînon Bow                   | 2270         | 7448          |                                                    |
| Bishop                | Chaînon Elk                   | 2850         | 9350          |                                                    |
| Block                 | Chaînon Sawback               | 2935         | 9630          |                                                    |
| Bonnet                | Chaînon Sawback               | 3235         | 10614         |                                                    |
| Bourgeau              | Chaînon Massive               | 2930         | 9613          |                                                    |
| Brachiopod            | Chaînon Slate                 | 2667         | 8750          |                                                    |
| Brazeau               | Chaînon Brazeau               | 3525         | 11562         |                                                    |
| Brett                 | Chaînon Massive               | 2984         | 9790          |                                                    |
| Brewster              | Chaînon Vermilion             | 2859         | 9380          |                                                    |
| Bridgland             | Chaînons Victoria Cross       | 2930         | 9613          |                                                    |
| Buller                | Chaînon Kananaskis            | 2805         | 9203          |                                                    |
| Caldron               | Monts Waputik                 | 2909         | 9542          |                                                    |
| Caribou               | Caribou Mountains             | 1030         | 3378          | Chaînon dans les Northern Alberta wetlands         |
| Cascade               | Chaînon Vermillion            | 2998         | 9836          |                                                    |
| Castle                | Chaînon Sawback               | 2766         | 9072          |                                                    |
| Charles Stewart       | Chaînon Fairholme             | 2809         | 9216          |                                                    |
| Chephren              | Monts Waputik                 | 3307         | 10850         | Ancien nom: Pyramid Mountain                       |
| Chester               | Chaînon Kananaskis            | 3054         | 10020         |                                                    |
| Cockscomb             | Chaînon Sawback               | 2776         | 9108          |                                                    |
| Columbia              | Chaînon Winston Churchill     | 3747         | 12294         | Point culminant de l'Alberta                       |
| Confederation         | Chaînon Winston Churchill     | 2969         | 9741          |                                                    |
| Consort               | Chaînons Victoria Cross       | 2883         | 9459          |                                                    |
| Copper                | Chaînon Ball                  | 2795         | 9170          |                                                    |
| Cornwell              | Chaînon Kananaskis            | 2972         | 9750          | Sur la ligne de partage des eaux                   |
| Cory                  | Chaînon Sawback               | 2802         | 9193          |                                                    |
| Cromwell              | Chaînon Winston Churchill     | 3330         | 10926         |                                                    |
| Crowfoot              |                               | 3055         | 10023         | Site du glacier Crowfoot                           |
| Crowsnest             | Chaînon Crowsnest             | 2785         | 9137          | Pic situé le plus au sud de l'Alberta              |
| Cypress               | Cypress Hills                 | 1468         | 4816          | Point culminant entre les Rocheuses et la Labrador |
| Deltaform             | Chaînon Bow                   | 3424         | 11233         | Situé dans la vallée des Dix Pics                  |
| Diadem                | Chaînon Winston Churchill     | 3371         | 11060         |                                                    |
| Edith                 | Chaînon Sawback               | 2554         | 8381          |                                                    |
| Edith Cavell          | Chaînon South Jasper          | 3363         | 11034         |                                                    |
| Engadine              | Chaînon Kananaskis            | 2970         | 9745          |                                                    |
| Engelhard             | Chaînon Winston Churchill     | 3270         | 10729         |                                                    |
| Fairview              | Chaînon Bow                   | 2744         | 9003          | Également nommé Mount Fairview                     |
| Fiddle                | Chaînon Fiddle                | 2243         | 7359          |                                                    |
| Fifi                  | Chaînon Sawback               | 2621         | 8599          |                                                    |
| Finger                | Chaînon Sawback               | 2545         | 8350          | Nom non officiel                                   |
| Flints                | Chaînon Vermilion             | 2950         | 9682          |                                                    |
| Forbes                | Central Icefields             | 3612         | 11851         |                                                    |
| The Fortress          | Chaînon Kananaskis            | 3000         | 9843          |                                                    |
| Fossil                | Chaînon Slate                 | 2946         | 9666          |                                                    |
| Galatea               | Chaînon Kananaskis            | 3185         | 10450         |                                                    |
| Galwey                | Chaînon Crowsnest             | 2377         | 7799          |                                                    |
| Gec                   | Chaînon Winston Churchill     | 3130         | 10270         |                                                    |
| Girouard              | Chaînon Fairholme             | 2995         | 9872          |                                                    |
| Gong                  | Chaînon Winston Churchill     | 3120         | 10237         |                                                    |
| Gordon                | Monts Waputik                 | 3161         | 10368         |                                                    |
| Grotto                | Chaînon Fairholme             | 2706         | 8878          |                                                    |
| Gusty                 | Chaînon Kananaskis            | 3000         | 9843          |                                                    |
| Ha Ling Peak          |                               | 2407         | 7897          |                                                    |
| Haiduk                | Chaînon Ball                  | 2920         | 9581          | Sur la ligne de partage des eaux                   |
| Heart                 | Vallée Bow                    | 2135         | 7004          |                                                    |
| Heather               | Chaînon Slate                 | 2636         | 8650          |                                                    |
| Hector                | Murchison Group               | 3394         | 11135         |                                                    |
| Howse                 | Monts Waputik                 | 3295         | 10810         |                                                    |
| Hungabee              | Chaînon Bow                   | 3492         | 11457         | Sur la ligne de partage des eaux                   |
| Inglismaldie          | Chaînon Fairholme             | 2964         | 9725          |                                                    |
| Inflexible            | Chaînon Kananaskis            | 3000         | 9843          |                                                    |
| Isabelle              | Chaînon Ball                  | 2926         | 9600          |                                                    |
| Ishbel                | Chaînon Sawback               | 2908         | 9541          |                                                    |
| James Walker          | Chaînon Kananaskis            | 3035         | 9958          |                                                    |
| Joffre                | Chaînon Elk                   | 3450         | 11319         | Sur la ligne de partage des eaux                   |
| John Laurie           | Vallée Bow                    | 2240         | 7349          | Également nommé Mount Yamnuska                     |
| Jumpingpound          | Chaînon Kananaskis            | 2240         | 7347          |                                                    |
| Kent                  | Chaînon Kananaskis            | 2635         | 8645          |                                                    |
| Kerr                  | Chaînons Victoria Cross       | 2560         | 8399          |                                                    |
| Kenow                 | Chaînon Clark                 | 2697         | 8850          | Sur la ligne de partage des eaux                   |
| King Edward (Peak)    | Rocheuses canadiennes         | 2789         | 9150          |                                                    |
| King Edward (Mount)   | Champ de glace Columbia       | 3490         | 11451         |                                                    |
| Kitchener             | Chaînon Winston Churchill     | 3505         | 11500         |                                                    |
| Lady MacDonald        | Chaînon Fairholme             | 2606         | 8550          |                                                    |
| Lawson                | Chaînon Kananaskis            | 2795         | 9170          |                                                    |
| Lefroy                | Chaînon Bow                   | 3423         | 11231         | Sur la ligne de partage des eaux                   |
| Lipalian              | Chaînon Slate                 | 2710         | 8892          |                                                    |
| Little Alberta        | Chaînon Winston Churchill     | 2956         | 9700          |                                                    |
| Louis                 | Chaînon Sawback               | 2682         | 8800          |                                                    |
| Lyell                 | Central Icefields             | 3504         | 11493         | Sur la ligne de partage des eaux                   |
| Mahood                | Chaînons Victoria Cross       | 2896         | 9502          |                                                    |
| Massive               | Chaînon Massive               | 2435         | 7889          |                                                    |
| McGuire               | Chaînon Winston Churchill     | 3030         | 9941          |                                                    |
| McPhail               | Chaînon Elk                   | 2883         | 9459          | Sur la ligne de partage des eaux                   |
| Michener              | Chaînon Ram                   | 2545         | 8350          |                                                    |
| Mist                  | Chaînon Misty                 | 3140         | 10302         |                                                    |
| Mitchell              | Chaînon Winston Churchill     | 3040         | 9974          |                                                    |
| Monarch               | Chaînons Victoria Cross       | 2777         | 9111          |                                                    |
| Moose                 | Chaînon Kananaskis            | 2437         | 7996          |                                                    |
| Morden Long           | Chaînon Winston Churchill     | 3040         | 9974          |                                                    |
| Muir                  | Chaînon High Rock             | 2758         | 9050          | Sur la ligne de partage des eaux                   |
| Mushroom              | Chaînon Winston Churchill     | 3210         | 10532         |                                                    |
| Nanga Parbat          | Chaînons Park                 | 3240         | 10630         |                                                    |
| Nelson                | Chaînon Winston Churchill     | 3150         | 10335         |                                                    |
| Neptuak               | Chaînon Bow                   | 3233         | 10607         | Situé dans la vallée des Dix Pics                  |
| Niblock               | Chaînon Bow                   | 2976         | 9764          |                                                    |
| Norquay               | Chaînon Vermilion             | 2522         | 8275          |                                                    |
| North Twin            | Chaînon Winston Churchill     | 3684         | 12087         | Situé dans le Twin Peaks massif                    |
| Oliver                | Chaînons Victoria Cross       | 2865         | 9400          |                                                    |
| Oyster                | Chaînon Sawback               | 2777         | 9111          |                                                    |
| Palmer                | Chaînon Winston Churchill     | 3150         | 10335         |                                                    |
| Panther               | Chaînon Bare                  | 2943         | 9656          |                                                    |
| Patterson             | Monts Waputik                 | 3191         | 10466         |                                                    |
| Peechee               | Chaînon Fairholme             | 2935         | 9630          |                                                    |
| Peyto                 | Monts Waputik                 | 2980         | 9777          |                                                    |
| Pika                  | Chaînon Slate                 | 3053         | 10017         |                                                    |
| Pilot                 | Chaînon Massive               | 2935         | 9629          |                                                    |
| Pocaterra             | Chaînon Elk                   | 2941         | 9650          |                                                    |
| Poilus                | Monts Waputik                 | 3166         | 10384         |                                                    |
| Pope's                | Chaînon Bow                   | 3163         | 10378         |                                                    |
| President             | Monts Waputik                 | 3123         | 10246         |                                                    |
| Princess Margaret     | Chaînon Fairholme             | 2515         | 8252          |                                                    |
| Prow                  | Chaînon Vermilion             | 2858         | 9377          |                                                    |
| Ptarmigan             | Chaînon Slate                 | 3035         | 9958          |                                                    |
| Puma                  | Chaînon Palliser              | 3120         | 10236         |                                                    |
| Putnik                | Chaînon Kananaskis            | 2940         | 9646          |                                                    |
| Pyramid               | Chaînons Victoria Cross       | 2766         | 9075          |                                                    |
| Rae                   | Chaînon Misty                 | 3218         | 10558         |                                                    |
| Red Man               | Chaînon Blue                  | 2905         | 9531          |                                                    |
| Redoubt               | Chaînon Slate                 | 2902         | 9521          |                                                    |
| Revenant              | Chaînon Palliser              | 3065         | 10056         |                                                    |
| Richardson            | Chaînon Slate                 | 3086         | 10125         |                                                    |
| Ringrose              | Chaînon Bow                   | 3292         | 10801         |                                                    |
| Roche à Bosche        | Chaînon Bosche                | 2123         | 6965          |                                                    |
| Roche à Perdrix       | Chaînon Fiddle                | 2135         | 7002          |                                                    |
| Roche Jacques         | Chaînon Jacques               | 2603         | 8540          |                                                    |
| Roche Ronde           | Chaînon Bosche                | 2138         | 7014          |                                                    |
| Roche de Smet         | Chaînon De Smet               | 2539         | 8330          |                                                    |
| Rundle                | Chaînon South Banff           | 2948         | 9338          |                                                    |
| Rutherford            | Chaînons Front septentrionaux | 2847         | 9340          |                                                    |
| Saint Nicholas        | Rocheuses canadiennes         | 2970         | 9745          |                                                    |
| Sarbach               |                               | 3155         | 10351         |                                                    |
| Saskatchewan          | Champ de glace Columbia       | 3342         | 10965         |                                                    |
| Sentinel              | Chaînon Livingstone           | 2373         | 7785          |                                                    |
| Sirdar                | Chaînon Colin                 | 2820         | 9252          |                                                    |
| Signal                | Chaînon Maligne               | 2312         | 7585          |                                                    |
| Sir Douglas           |                               | 3411         | 11191         |                                                    |
| Skoki                 | Chaînon Slate                 | 2707         | 8882          |                                                    |
| St. Piran             | Chaînon Bow                   | 2649         | 8691          |                                                    |
| Smythe                | Chaînon Winston Churchill     | 3246         | 10650         |                                                    |
| Snaring               | Chaînons Victoria Cross       | 2931         | 9617          |                                                    |
| Snow Dome             | Chaînon Winston Churchill     | 3520         | 11546         | Sur la ligne de partage des eaux                   |
| Snow Peak             |                               | 2800         | 9187          | Sur la ligne de partage des eaux                   |
| South Twin            | Chaînon Winston Churchill     | 3566         | 11700         | Situé dans le Twin Peaks massif                    |
| Stoney Squaw          | Chaînon Vermilion             | 1868         | 6129          |                                                    |
| Storm                 | Chaînon Misty                 | 3095         | 10153         |                                                    |
| Squaw's Tit           | Chaînon Fairholme             | 2514         | 8248          | Nom officieux                                      |
| Stutfield             | Chaînon Winston Churchill     | 3450         | 11319         |                                                    |
| Sulphur               | Chaînon South Banff           | 2451         | 8042          | Un téléphérique conduit au sommet                  |
| Sunwapta              | Chaînons Queen Elizabeth      | 3315         | 10875         |                                                    |
| Temple                | Chaînon Bow                   | 3543         | 11624         |                                                    |
| Thorington Tower      | Chaînon Winston Churchill     | 3155         | 10352         |                                                    |
| Three Sisters         | Chaînon South Banff           | 2936         | 9632          |                                                    |
| Tyrwhitt              | Chaînon Elk                   | 2874         | 9430          |                                                    |
| The Tower             | Chaînon Kananaskis            | 3124         | 10250         |                                                    |
| Trapper               | Wapta Icefield                | 2988         | 9803          |                                                    |
| Tunnel                | Vallée Bow                    | 1692         | 5551          |                                                    |
| Turtle                | Chaînon Blairmore             | 2210         | 7251          | 1903 Frank Slide                                   |
| Tuzo                  | Rocheuses canadiennes         | 3246         | 10650         | Situé dans la vallée des Dix Pics                  |
| Unwin                 | Chaînons Queen Elizabeth      | 3268         | 10722         |                                                    |
| Utopia                | Chaînon Miette                | 2563         | 8410          |                                                    |
| Wapta                 | Monts Waputik                 | 2782         | 9125          |                                                    |
| Waputik               | Monts Waputik                 | 2755m        | 9036          |                                                    |
| Warwick               | Champ de glace Clemenceau     | 2906         | 9535          |                                                    |
| Wedge                 | Chaînon Kananaskis            | 2665         | 8795          |                                                    |
| Weiss                 | Chaînon Winston Churchill     | 3090         | 10138         |                                                    |
| Whitehorn             | Chaînon Slate                 | 2637         | 8652          |                                                    |
| Whyte                 | Chaînon Bow                   | 2983         | 9787          |                                                    |
| Wilcox                | Champ de glace Columbia       | 2884         | 9462          |                                                    |
| William Booth         | Chaînon Ram                   | 2728         | 8950          |                                                    |
| Woolley               | Chaînon Winston Churchill     | 3405         | 11171         |                                                    |

### Principaux pics
1. Mont Columbia - 3 747 m
2. North Twin Peak - 3 684 m
3. Mont Alberta - 3 619 m
4. Mont Assiniboine - 3 616 m
5. Mont Forbes - 3 612 m
6. Mont Temple - 3 543 m
7. Mont Brazeau - 3 525 m
8. Snow Dome - 3 520 m
9. Mont Kitchener - 3 505 m
10. Mont Lyell - 3 504 m

## Liste de chaînes
- Chaînon Bare
- Chaînon Blairmore
- Chaînon Blue
- Chaînon Bosche
- Chaînon Brazeau
- Monts Caribou
- Chaînon Clark (Border Ranges)
- Chaînon Colin
- Chaînon Elk
- Chaînon Fairholme
- Chaînon Fiddle
- Chaînon Fisher
- Chaînon High Rock
- Chaînon Jacques
- Chaînon Kananaskis
- Chaînon Livingstone
- Chaînon Maligne
- Chaînon Massive
- Chaînon Miette
- Chaînon Misty
- Chaînon Palliser
- Chaînons Queen Elizabeth
- Chaînon Ram
- Chaînon Sawback
- Chaînon Winston Churchill
- Chaînon Slate
- Chaînon De Smet
- Chaînon Vermilion
- Chaînon Victoria Cross
- Monts Waputik
  - Chaînon President

## Liste de cols
Les Rocheuses sont traversées d'est en ouest par plusieurs cols, tels que :
- Col Abbot
- Col du Nid de Corbeau
- Col du Cheval-qui-Rue
- Col Kiwetinok
- Col Sunwapta
- Weary Creek Gap
- Col Tête-Jaune